# Лесли Гор
Лесли Сју Голдстајн (енгл. Lesley Sue Goldstein; Њујорк, 2. мај 1946 — Њујорк, 16. фебруар 2015), позната као Лесли Гор (енгл. Lesley Gore), била је америчка певачица и текстописац. Са 16 година снимила је своју прву хит-песму It's My Party која је заузела врх топ-листе у САД. Уследиле су хит-песме Judy's Turn to Cry и You Don't Own Me.

## Биографија
Рођена је 2. маја 1946. у јеврејској породици у Бруклину. Породица јој је упрзо по рођењу променила презиме у „Гор”. Одрасла је у Тенафлају, док је средњу школу завршила у оближњем Инглвуду. Дипломирала је на смеру америчке књижевности. Изјашњавала се као лезбијка.

## Дискографија
Студијски албуми
- (1963)
- (1963)
- (1964)
- (1964)
- (1965)
- (1966)
- (1967, отказан)
- (1967)
- (1967, отказан)
- (1972)
- (1976)[тражи се извор]
- (1982)
- (2005)
- (2011)